# Heinrich Haack
Heinrich Haack (* 20. Juli 1899 in Birnbaum; † 1943) war ein deutscher Politiker (NSDAP).
Haack war ab 1925 Bücherrevisor, Steuerberater und Wirtschaftsberater in der Kreisstadt Meseritz in der Grenzmark Posen-Westpreußen. Er trat zum 1. November 1929 der NSDAP bei (Mitgliedsnummer 159.035) und war Stadtverordneter in Meseritz. 1932 wurde er Sturmführer der SA-Reserve. Nach der Machtergreifung wurde er im März 1933 Mitglied des Kreistags des Kreises Meseritz, im April 1933 Beigeordneter. Später wurde er Bürgermeister von Meseritz. 
1933 wurde er in den Provinziallandtag der Grenzmark Posen-Westpreußen gewählt. Im April 1933 wurde er vom Provinziallandtag als Mitglied in den Preußischen Staatsrat gewählt. Der Staatsrat wurde aber noch im ersten Jahr der NS-Herrschaft 1933 abgeschafft.
Haack beging 1943 Selbstmord, als wegen eines „Verstoßes gegen die kriegswirtschaftlichen Bestimmungen“ ein Verfahren gegen ihn eingeleitet wurde.